# محمد إبراهيم يعقوب
محمد إبراهيم يعقوب شاعر سعودي من مواليد مدينة جازان عام 1972. حصل على جائزة الثبيتي عن ديوانه الشعري «ليس يعنيني كثيرا» و لقب وصيف أمير الشعراء بعد مشاركته بمسابقة في برنامج أمير الشعراء. كما حصل على المركز الأول وتوج بلقب (شاعر عكاظ) عام 2019.

## التعليم
- حصل على بكالوريوس في الفيزياء من كلية التربية عام 1994م.[5]

## العمل
- يعمل معلماً لمادة الفيزياء في وزارة التعليم في السعودية.[6]
- رأس نادي جازان الأدبي لفترة.[7][8]

## المشاركات الإعلامية
- شارك في لجنة تحكيم برنامج «معلقة 45» عام 2023م.[9]

## الإصدارات

### دواوين شعر
- (رهبة الظل) صدر عام 2001.[3]
- (تراتيل العزلة). صدر عن نادي جازان الأدبي عام 2005.[10]
- (جمرُ من مرّوا). صدر عام 2010.[11]
- (الأمر ليس كما تظنّ). صدر عام 2013.[12]
- (ليس يعنيني كثيراً). صدر عام 2015.[13]
- (ماذا لو احترقت الكلمات بنا). صدر عام 2016.[14]
- (متاهات). 2017.
- (مقام نسيان). 2019.
- (حافة سابعة). صدر عام 2020م.[15]
- (كتاب الطائر العبثي) مختارات شعرية. 2021.
- (ما لا يُنسى .. ما لا يَمُرّ: جازان تتذكّر). 2022.
- (مجازفة العارف). 2022. رشح الديوان ضمن القائمة الطويلة لجائزة الشيخ زايد للكتاب في دورتها الـ 17 لعام 2022/2023.[16]

### مؤلفات أخرى
- (محمد الثبيتي سيرة شعرية). 2017.[17]

## جوائز
- 2009: جائزة أبها الثقافية في الشعر.[18]
- 2008: وصيف (أمير الشعراء) الذي نظمته هيئة أبو ظبي للتراث والثقافة.[19]
- 2011: جائزة راشد بن حميد في عجمان.
- 2013: جائزة وزارة الثقافة والإعلام.
- 2016: جائزة الثبيتي الشعرية عن ديوانه «ليس يعنيني كثيراً».[20]
- 2019: جائزة (شاعر عكاظ).[21]
- 2023: جائزة «الأدب» من مبادرة الجوائز الثقافية الوطنية في دورتها الثالثة 2023.[22]